# Hồ Khar-Us
Khar-Us Nuur (tiếng Mông Cổ: Хар-Ус нуур, hồ nước đen) là một hồ ở miền tây Mông Cổ trong khu vực bồn địa các hồ lớn. Nó là một trong các hồ đầu nguồn của hệ thống các hồ kết nối với nhau, bao gồm: Khar-Us Nuur, Khar Nuur, Dorgon Nuur, Airag Nuur và Khyargas Nuur.
Diện tích của nó (1.852 km²) bao gồm cả diện tích đảo Agbash (hay Ak-Bashi, đầu trắng) là 274 km², vì thế diện tích mặt nước chỉ còn 1.578 km².
Một số nguồn sử dụng các số liệu thống kê khác nhau cho Khar-Us Nuur: 
- Độ cao: 1.160,08 m
- Diện tích bề mặt: 1.496,6 km²
- Độ sâu trung bình: 2,1 m
- Dung tích: 3,12 km³.

| Vào bề mặt | Vào bề mặt | Ra khỏi bề mặt | Ra khỏi bề mặt | Vào-Ra của nước ngầm | Thời gian duy trì, năm |
| Giáng thủy | Vào        | Bay hơi        | Ra             | Vào-Ra của nước ngầm | Thời gian duy trì, năm |
| ---------- | ---------- | -------------- | -------------- | -------------------- | ---------------------- |
| 56,4       | 1.979,2    | 942,7          | 675,3          | -417,6               | 1,1                    |

Nguồn đổ vào chủ yếu là sông Khovd Gol, tạo ra một vùng châu thổ sông rộng lớn.
Cái gọi là tường thành của Thành Cát Tư Hãn chạy dọc theo bờ tây của hồ Khar-Us Nuur. Nó có thể được tìm thấy trên các bản đồ vệ tinh của Google Map và Google Earth 47°53′29″B 91°59′37″Đ / 47,89139°B 91,99361°Đ.